# Wetterhorn
Il Wetterhorn (3.692 m s.l.m.) è una montagna delle Alpi Bernesi. Si trova nel Canton Berna ad ENE della località turistica di Grindelwald, dalla quale dista circa 6,5 km in linea d'aria. La sua spalla NO presenta un'impressionante parete verticale, ben visibile da distante, che cade sul sottostante valico della Grosse Scheidegg con un salto di circa 1400 metri.

## Caratteristiche
Il massiccio del Wetterhorn è composto principalmente da tre distinte montagne: il Wetterhorn stesso maggiormente visibile da Grindelwald; il Mittelhorn (3.704 m) vetta più alta del gruppo ed il Rosenhorn (3.689 m).

## Salita alla vetta

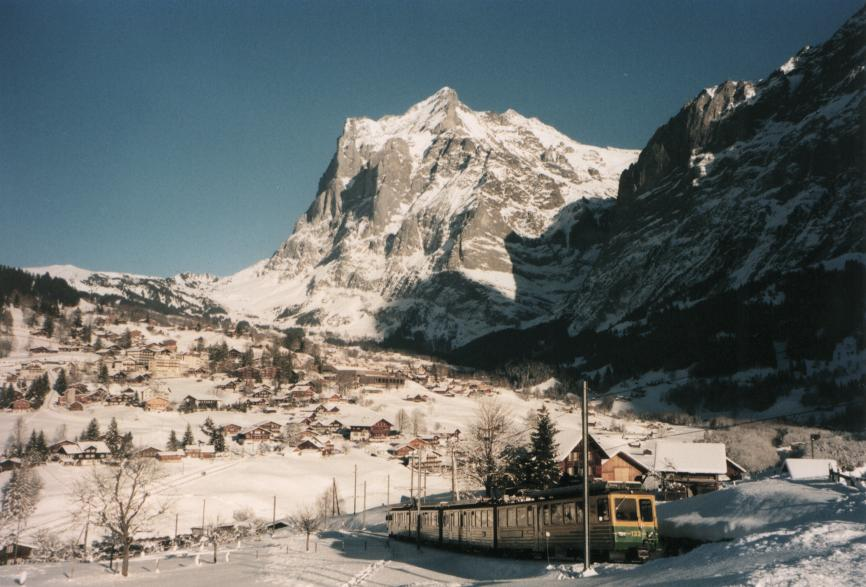
Grindelwald ed il Wetterhorn.

Il monte fu salito per la prima volta il 31 agosto 1844 da Melchior Bannholzer e Joh. Jaun. Particolarmente importante e significativa fu l'ascesa di Alfred Wills, terzo presidente dell'Alpine Club inglese. Questa ascesa segnò l'inizio del cosiddetto periodo d'oro dell'alpinismo.